# 香港退休保障制度
香港退休保障制度，係參照2005年世界銀行提出的長者入息保障體系，即五條支柱結構，描述香港現有及研擬中的退休保障制度。
現時香港面對高齡海嘯越趨嚴重，65歲或以上的人口將由2016年佔全港人口的16%增加至2066年的34%。
而最新的香港貧窮情況報告亦顯示香港的長者貧窮問題十分嚴峻，2016年的長者貧窮率達44.8%。即使在計算恆常現金的政策介入後，長者貧窮率仍達31.6%，顯示政府的「又審又查式」扶貧措施只會愈扶愈貧。
惟現在香港的退休保障制度並未包括「防貧」功效的全民退休保障，只依靠世界銀行退休保障制度中其餘四根支柱。

## 歷史
本港養老金制度發展大事記錄
| 時間           | 事件 |
| -------------- | --- |
| 1966年         | - 香港政府邀請G. 威廉斯 (G. Williams) 完成《就香港社會福利發展和相關課題進行調查研究的可行性報告》(Report on the feasibility of a survey into social welfare provision and allied topics in Hong Kong)，建議參考外國，成立一個由工人和僱主供款，另加政府撥款補助的社會保險計劃，解決年老保障和疾病等問題。 |
| 1967年4月      | - 政府公布《跨部門工作小組研究社會保障若干範疇的報告》 (A report by the Inter-Departmental Working Party to consider certain aspects of social security) ，報告建議設立社會保障計劃而不是個人退休保障計劃，但有關建議沒有被政府採納。 |
| 1971年         | - 香港政府開始推行經濟審查的「公共援助計劃」，向老人、沒有收入或低收入的人士及家庭提供現金援助。 |
| 1973年         | - 香港政府發表《香港福利未來發展計劃》白皮書，並設立了「傷殘老弱津貼計劃」(後改稱「特別需要津貼計劃」)，以協助75歲或以上的老人。 |
| 1986年11月     | - 社會福利諮詢委員會建議在完成中央公積金計劃諮詢後，政府立法成立強制性退休保障計劃。 |
| 1987年3月      | - 香港政府在立法局會議上就設立中央公積金的可行性進行廣泛討論，當時的立法局大體上對在香港設立中央公積金意見分歧。事實上，政府並不贊成設立中央公積金，主要因為受制於中央控制作投資用途的鉅額款項，會令財政、金融和外匯市場出現不穩定的情況。此外，政府認為中央公積金計劃既令僱主承擔額外開支，又不能為退休人士提供足夠的保障。 |
| 1991年         | - 香港政府發表《跨越九十年代的社會福利》白皮書，當中確認了退休保障的必要，並認為應該繼續為老人提供經濟支持。 |
| 1992年10月     | - 香港政府發表一份題為《全港推行退休保障制度》的諮詢文件，建議引入強制性供款退休保障計劃，並把供款交託私人管理。 然而，市民大多不表支持，政府在完成諮詢沒有落實有關建議。 |
| 1993年         | - 社會福利署推行「綜援計劃」及「公共福利金計劃」，分別取代「公援計劃」及「特別需要津貼計劃」。 |
| 1994年7月      | - 香港政府發表《生活有保障、晚年可安--政府建議的老年退休金計劃諮詢文件》並設立三個月的諮詢期,當中主要內容包括：老年退休金的福利和資格準則、供款比率、最低供款額、對現社會福利的影響及政府的承擔。 - 諮詢文件建議，所有年滿65歲或以上的合資格居民將可以每月領取退休金，金額約為工資中位數的30%(以1994年的價格計算則為2,300港元)，老年退休金的金額將會每年以綜合物價指數為指標調整。 |
| 1994年9月      | - 來自7間本港大專院校的78名學者發表聯署聲明，批評港府所建議的老年退休金計劃混淆了退休保障及社會福利的概念。 |
| 1994年10月     | - 社會各界就推行擬議的老年退休金計劃展開激烈討論，政府在諮詢期結束時並接獲6,665份意見書。整體而言，各界對擬議的老年退休金計劃意見分歧，支持與反對意見各佔一半。 |
| 1995年1月      | - 政府宣佈，由於公眾對老年退休金計劃的意見過於分歧，當局將放棄推行老年退休金計劃。 |
| 1995年3月      | - 政府在立法局動議：「本局促請政府盡快引進強制性私營職業退休保障制度，該制度應包括退休金的保留及轉撥條款。」 |
| 1995年7月      | - 立法局動議三讀《強制性公積金計劃條例草案》，結果以31票對22票獲得通過。 |
| 1998年12月     | - 政府公佈綜援檢討報告，並提出一系列措施削減領取綜援的失業人士及單親家庭的資助金額，檢討報告建議推行「自力更生支援計劃」，三人成員家庭的綜援標準金額削減10%，三人以上健全成員家庭則削減20%。 |
| 1999年6月      | - 社會福利署從六月起嚴格規限與家人同住的長者不能單獨申領綜援。同時在綜援計劃下，推出「自力更生支援計劃」，並撤銷綜援受助者的按金津貼及搬遷津貼，令受助者無力繳付租樓按金及購置基本傢具。 |
| 2000年12月1日  | - 強積金制度正式實施。 |
| 2003年6月      | - 行政會議按既定的調整機制，把綜援計劃的健全受助人標準金額和福利金計劃的傷殘津貼標準金額下調11.1%。此外，政府會在兩年分階段下調綜援計劃的非健全受助人(即長者、殘疾人士及經醫生證明健康欠佳人士)的綜援標準金額11.1%。第一階段於2003年10月起下調6%，第二階段的調整於2004年10月起實施，下調5.1%。 |
| 2004年         | 由民間五十多個不同類別的民間團體組成，包括社福機構、宗教界、工會、婦女、長者、青年、基層及殘疾人士團體組成爭取全民退休保障聯席，的目的是爭取設立全民性的養老金制度，確保全港長者「老有所養」，現時聯席的成員團體有超過70個。 |
| 2004年         | 由民間五十多個不同類別的民間團體組成，包括社福機構、宗教界、工會、婦女、長者、青年、基層及殘疾人士團體組成爭取全民退休保障聯席，的目的是爭取設立全民性的養老金制度，確保全港長者「老有所養」，現時聯席有超過70個成員團體。 |
| 2004年         | 由民間五十多個不同類別的民間團體組成，包括社福機構、宗教界、工會、婦女、長者、青年、基層及殘疾人士團體組成爭取全民退休保障聯席，的目的是爭取設立全民性的養老金制度，確保全港長者「老有所養」，現時聯席有超過70個成員團體。 |
| 2006年4月26日  | 李卓人在立法會大會提出動議辯論「全民退休保障」，投票結果：地區直選23票贊成，2票棄權；功能組別10票贊成，1票反對，9票棄權，結果在功能組別以一票之差，動議未獲通過。 |
| 2007年9-11月   | 爭取全民退休保障聯席向2007年區議會各候選人進行「2007全民養老金意向問卷調查」，324位候選人回覆，當中98%回覆表示支持全民養老金。 |
| 2010年5月4日   | 深水埗區議會大會動議設立全民退休保障，最後獲大會一致通過「全面檢討長者福利政策及推行全民退休保障制度」。 |
| 2013年4月1日   | 政府在2013年4月1日起在公共福利金計劃下增設「長者生活津貼」，社會福利署定期核實長者生活津貼受惠人繼續領取津貼的資格。以六年為一個覆檢周期，所有領取長者生活津貼的受惠人必須在每個覆核周期內接受一次「全面覆檢」及一次「郵遞覆檢」。如受惠人拒絕接受覆檢，社署便會考慮停止向受惠人發放長者生活津貼。如受惠人的入息及／或資產超過限額，社署會停止向受惠人發放長者生活津貼。 |
| 2013年5月      | 由政務司司長領導的扶貧委員會（委員會）於2013年5月委託香港大學榮休教授周永新領導的團隊，就退休保障的未來發展進行研究。 |
| 2014年7月20日  | 爭取全民退休保障聯席聯同政黨發起「720市民齊撐全民退保大遊行」，由遮打花園遊行至特首辦，促請梁振英政府不要放飛機，兌現選舉承諾設立養老基金及落實全民退保。當日約2,000人參與遊行，當中約100位長者、殘障及行動不便人士乘坐輪椅參與並由青年人協助。 |
| 2014年8月      | 港大團隊發表研究報告，提出為長者設立免審查、全民劃一金額的老年金建議。 |
| 2015年12月     | 扶貧委員會發表名為《退休保障前路共建》的諮詢文件，並展開為期六個月的公眾參與活動。 同日，爭取全民退休保障聯席批評政府預設立場假諮詢，重申「不會認受」亦「不會出席」政府舉辦的五場「公眾諮詢會」，以示不滿並表示將會自行在全港各區舉辦「民間公眾諮詢」的工作，包括（一）聯席會於全港五區另行舉辦大型的公眾諮詢會，聽取市民心聲，開闢官方諮詢以外公眾意見表達的渠道；（二）將會聯同大學民意調查研究中心進行民意調查，以反映市民對落實全民退休保障的意向；（三）聯同不同的勞工及社福機構，在社區進行大型的宣傳及推廣活動，亦會在適當時間，動員社會各界表達爭取「全民養老金」的決心。                      |
| 2016年6月19日  | 爭取全民退休保障聯席於6月19日舉行大遊行，要求政府落實全民退休保障，聯席準備了300多部輪椅，由青年義工負責推著坐輪椅的300多名老弱傷殘，喻意「下一代願意照顧、關心長者」，當日有5000人參與。 |
| 2016年6月20日  | 爭取全民退休保障聯席於2016年6月20日出席立法會退休保障事宜小組委員會舉行的公聽會並發言，聯席當天當中即場向委員會提交《爭取全民退休保障聯席：退休保障民間諮詢報告》。 |
| 2016年12月     | 政府委託的獨立顧問公司公布有關諮詢的顧問報告，報告提及，在諮詢期收到1.8萬份書面意見書中，九成支持全民退保方案。 顧問報告收集了諮詢期內共7份學術機構與民間團體合作的民調，包括爭取全民退休保障聯席、香港理工大學、香港中文大學香港亞太研究所、香港大學民意研究計劃、香港電台、107動力等。中文大學社會工作學系副教授黃於唱利用加權法，綜合7個調查的結果，顯示六成受訪者支持全民退保。 |
| 2017年5月18日  | 立法會在2017年5月18日通過撥款條例草案，放寬原有長者生活津貼的資產限額及增設一層「高額長者生活津貼」(高生津)，政府表示高生津將於2018年年中正式推行。 |
| 2017年8月28日  | 公民黨公佈調查結果，該調查於6月底至8月中以電話訪問逾2,000名市民的調查結果，指出有69%市民支持落實全民退休保障。 |
| 2017年11月17日 | 扶貧委員會公佈《2016年香港貧窮情況報告》。報告顯示，長者貧窮率達44.8%，即使計算了恆常現金的政策介入後，例如生果金、長者生活津貼等，貧窮仍率31.6%。 |
| 2017年11月19日 | 爭取全民退休保障聯席趁長者日，聯同300名長者及團體代表，遊行到禮賓府抗議。遊行人士沿途手持「尊嚴」、「安心」、「團結」等訴求標語，寓意要求政府落實全民退保，才能使長者有尊嚴地生活、安享晚年。到達禮賓府後，他們上演街頭劇，諷刺林鄭月娥及羅致光乃阻礙全民退保的「兩座大山」。之後，長者代表又即場用鞋「敲醒」印有林鄭月娥及羅致光頭像的「攔路虎」，並為兩隻老虎貼上「封條」，警告林羅二人不要再以「高齡海嘯」恐嚇市民。 |
| 2017年12月21日 | 「全民撐退保社福聯盟」及「全民養老金學者方案平台」公布關注長者退休生活問卷調查。調查發現逾半受訪者擔心和非常擔心退休生活，即使資產高於領取長者生活津貼水平，被政府形容為無經濟需要的一群，亦有44%人感到擔心和非常擔心退休生活，只有2%認少於100萬港元儲蓄亦可以安心生活。主辦團體指出，不設審查的全民養老金才可讓所有長者在退休安心度晚年。 |
| 2018年1月29日  | 多名立法會議員在立法會退休保障事宜小組委員會會議上狠批政府一意孤行放棄考慮全民退保計劃。中文大學社會工作學系副教授黃於唱建議政府推行每名長者每月三千五百元的全民養老金計劃，因財政上獲多方支持，長者貧窮率的減幅亦會較實施高額長者生活津貼大。 |
| 2018年2月19日  | 街坊工友服務處公布市民對《財政預算案》期望的調查，訪問了逾三百名市民，近七成四受訪者表示過去一年生活感到「十分吃力」及「吃力」，街工促請當局推行全民退休保障和就標準工時立法，讓市民不用擔心退休問題，並且有足夠時間休息及基本家庭生活。 |
| 2018年3月24日  | 立法會舉行退休保障事宜小組委員會公聽會，42名長者及關注團體代表炮轟政府千億盈餘仍不推行全民退保，又批評政府以要針對有需要人士為由拖延全民退保，卻「補漏拾遺」大派4000港元，促政府盡快推行全民退保。 |
| 2018年4月14日  | 立法會福利事務委員會召開公聽會，40多個團體出席討論高額長生津實施安排。有長者指高額長生津的津貼及限額「死死聲」，要求作調整。香港清潔服務業工會理事鍾碧梅指，高額長生津的資產限額14.6萬港元及津貼3485港元「死死聲」，是否寓意「叫長者去死」，質疑如何定出相關金額。另外，團體爭取全民退休保障聯席在會前到政府總部外請願，團體批評高額長生津「又審又查」，長者年紀愈大開支愈多，金額不足應付基本生活，年中推出的年金計劃亦無助貧窮長者脫貧，重申要求全民退保。 |
| 2018年4月20日  | 10多名基層婦女聯會代表到政府總部門外請願，要求落實對家務工作的肯定，包括向家務工作者提供津貼，及落實全民退休保障，以有酬工作的角度維護家務工作者的權益。 |
| 2018年4月25日  | 爭取全民退休保障聯席約20多名成員到立法會示威區示威，他們戴上面具諷刺問責官員，口講關注長者福利，實際上就偏向有錢人，批評財政預算案坐擁1300多億港元盈餘，應以1000億港元作種子基金，加上三方供款，設立全民退休保障，就最可靠、最可取的方案。 |
| 2018年5月15日  | 曾協助政府就退休保障進行研究的香港大學榮休教授周永新於明報發表運論文章，直指高額長者生活津貼只是全民退保的「A貨」。周估計有近七成長者會申領高生津，但他認爲政府的做法，增加審查行政費用之餘，受惠長者不會感謝政府，因為政府沒有尊重他們應享的權益。 |
| 2018年6月9日   | 立法會退休保障事宜小組舉行公聽會，討論「欠缺第一支柱的退休保障制度與長者貧窮的關係」，爭取全民退休保障聯席聯同多過成員團體代表參與了是次會議，並趁會議前在政府總部門外舉行請願行動，抗議政府無視民間訴求，拒絕落實全民退保，聯席舉行街頭劇，諷刺勞工及福利局局長羅致光，推動所謂的公共年金及高額長者生活津貼（高生津）政策目標混亂，審查制度繁複擾民，令市民無所適從，聯席又批評政府低估了有關政策的申領人數，其可持續性缺乏數據支持。聯席質疑政府試圖以高生津及公共年金取代推行全民退保，是「魚目混珠」的行為，此舉形同「賣假貨」，最終只會令更多市民陷入繁瑣的審查制度內，無助解決香港長者貧窮問題。 |
| 2018年6月29日  | 爭取全民退休保障聯席聯同香港理工大學社會政策研究中心，在2018年6月進行《香港市民對設立「全民退休保障」制度意見》全港電話調查，訪問了1024位18歲以上的香港居民，了解香港市民對政府新實施的高額長者生活津貼及現時退休保障制度的意見。調查發現，近70%市民支持設立免經濟審查的全民退休保障制度，而且支持的受訪者來自跨社會階層及跨年齡層。調查機構認為，設立全民退保是民意所趨，即使政府推出高額長者生活津貼和終身年金計劃，也不足以令市民安心退休。 |
| 2018年7月5日   | 政府設立的終身年金計劃「香港年金」出爐，香港按揭證券有限公司旗下香港年金公司公布年金詳情，將以一筆過整付保費形式，接受65歲或以上長者投保，隨後保證每月向受保人派發固定年金金額，保障年期終身。然而，年金出爐後引起社會廣泛討論，其中認為年金計劃負面的評論較多,當中包括年金回報低、與通脹脫鈎等。 |
| 2018年8月10日  | 按揭證券公司旗下香港年金公司公布，首批年金計劃接獲9410宗意向登記，總認購額約49.4億元，平均認購52.5萬元，以今次年金發行上限為100億元計，認購金額比例不足5成。 |
| 2018年9月23日  | 爭取全民退休保障聯席適逢中秋節前夕，舉行集會及遊行，要求行政長官林鄭月娥順應民意，在施政報告中落實全民退休保障。遊行人士上午十時在長江中心集合，200多名長者、青年、婦女及團體代表手持「全民退保 不能再拖」紙燈籠由中環長江中心遊行至禮賓府集會，並上演街頭劇諷刺林鄭月娥整「無心」月餅送長者，反映香港退休保障制度殘缺不全。期間，遊行人士集體與林鄭及羅致光「迎月」，又以月餅蓋拍打印有兩人頭像的不倒翁「出氣」，抗議政府政策倒行逆施；最後在禮賓府門外掛上印有爭取全民退保訴求的燈籠，促請林鄭月娥順應民意，在即將出爐的施政報告中落實全民退休保障。                                                 |
| 2018年10月10日 | 林鄭月娥發表任內第二份施政報告，過往一年，林鄭並無落實全民退休保障，改為推行高額長者生活津貼及公共年金，意圖矇混過關，不過相關政策卻問題多多，民間要求落實全民退保的聲音不減反增。爭取全民退休保障聯席趁施政報告發表在即，在立法會門外舉行請願，要求特首順從民意，推行全民退休保障。聯席代表上演街頭劇，諷刺林鄭月娥口講要市民「互諒互讓」，但在全民退保議題上卻「寸步不讓」。團體代表又拍打印有林鄭月娥及羅致光頭像的假人，抗議政府政策倒行逆施。 |
| 2018年11月18日 | 11月18日乃一年一度的長者日，爭取全民退休保障聯席藉此舉辦社區論壇，並已邀請了立法會九龍西補選候選人出席是次論壇，與社區居民、長者、學者及關注團體交流意見。 |
| 2019年1月7日   | 政府宣布由2019年2月1日起，政府調高長者綜援門檻至65歲，如在2月1日前已領取長者綜援的60至64歲人士不受影響，但新申請人便要改領成人綜援，比長者綜援金額少1,060元。政府此舉引起社會強烈反對。 |
| 2019年2月27日  | 財政司司長宣讀新一份財政預算案，爭取全民退休保障聯席要求政府設立專項全民退保養老基金。聯席認為，長者生活津貼實施多年，但長者貧窮率反而上升逾三成，結構性老年貧窮越趨突顯，政府卻只投資「大白象」工程，不願增撥資源設立養老基金，市民難以退休安老。 |

## 零支柱（由公帑支付的社會保障計劃）

### 綜合社會保障援助(綜援)計劃
綜合社會保障援助(綜援)計劃的目的是為那些在經濟上無法自給的人士提供安全網﹐以應付生活上的基本需要。
申請資格
申請人必須通過入息及資產的審查﹕
入息審查
申請人及其家庭成員每月可評估的總收入必須低於他們在綜援計劃下所認可的每月需要總額。
資產審查
申請人及其家庭成員所擁有的資產總值不得超過規定限額 。

援助金類別和金額
援助金大致可分為三類：
1. 標準金額
2. 補助金
3. 特別津貼

不同類別的受助人可獲發下列不同的標準金額，以應付生活上的基本需要。
| 類別                 | 單身人士 | 家庭成員 |
| -------------------- | -------- | -------- |
| 健全／殘疾程度達 50% | $3,585   | $3,375   |
| 殘疾程度達 100%      | $4,335   | $3,830   |
| 需要經常護理         | $6,095   | $5,590   |

補助金包括長期個案補助金、單親補助金、社區生活補助金、交通補助金、院舍照顧補助金。特別津貼包括房屋及有關津貼、家庭津貼、醫療及康復津貼、照顧幼兒津貼、就學開支津貼、殮葬費津貼。

#### 綜援長者廣東及福建省養老計劃
綜援長者廣東及福建省養老計劃是向符合申請資格並選擇到廣東或 福建省養老的綜援受助長者繼續提供現金援助。符合資格而選擇到廣東或福建省養老的綜援受助長者﹐可繼續領取每月的標準金額及每年一次的長期個案補助金﹕
援助金額
符合資格的申請人可獲每月發放一次的綜援標準金額及每年發放一次的長期個案補助金。但不會獲發特別津貼或其他援助金。

### 公共福利金計劃
公共福利金計劃包括高齡津貼、普通傷殘津貼、高額傷殘津貼、長者生活津貼及廣東計劃。

#### 高齡津貼 (生果金)
申請資格
申請人為70歲或以上。在申請時申請人需已成為香港居民最少七年及在緊接申請日期前連續居港最少一年(在該年內如離港不超過56天，亦視為符合連續居港一年的規定)。此計劃無需經濟審查。
領取金額
每月領取金額為1,385元 (由2019年2月1日起生效)

#### 普通傷殘津貼
申請資格
- 申請人在申請時需已成為香港居民最少七年及在緊接申請日期前連續居港最少一年(在該年內如離港不超過56天，亦視為符合連續居港一年的規定)。此計劃無需經濟審查。
- 申請人需經由衞生署署長或醫院管理局行政總裁 (或在極為特殊情況下由私家醫院的註冊醫生)證明為嚴重殘疾及其嚴重殘疾情況將持續不少於六個月。

領取金額
每月領取金額為1,770元 (由2019年2月1日起生效)

#### 高額傷殘津貼
申請資格
- 申請人在申請時需已成為香港居民最少七年及在緊接申請日期前連續居港最少一年(在該年內如離港不超過56天，亦視為符合連續居港一年的規定)。此計劃無需經濟審查。
- 申請人除要符合普通傷殘津貼的資格外，還須經由衞生署署長或醫院管理局行政總裁 (或在極為特殊情況下由私家醫院的註冊醫生)證實在日常生活中需要他人不斷照顧及並沒有在受政府資助的院舍(包括津助／合約院舍及參與不同買位計劃院舍的資助宿位)或醫院管理局轄下所有的公立醫院及機構接受住院照顧，或在教育局轄下的特殊學校寄宿。

領取金額
每月領取金額為3,540元 (由2019年2月1日起生效)

#### 長者生活津貼
長者生活津貼 (長生津)計劃為補助本港65歲或以上有經濟需要長者的生活開支，政府在2013年4月1日起在公共福利金計劃下增設「長者生活津貼」，現時每月金額為2,565元。
申請資格
「長者生活津貼」申請人必須：
- 年滿65歲或以上;
- 已成為香港居民最少七年，以及在緊接申請日期前已連續居港最少一年（在該年內如離港不超過56天，亦視為符合連續居港一年的規定）;
- 申報資產及入息的水平沒有超過規定限額；及
- 不得同時領取公共福利金計劃下的高齡津貼/傷殘津貼或綜合社會保障援助。

|                                   | 單身人士 | 夫婦     |
| --------------------------------- | -------- | -------- |
| 每月總入息 (由2019年2月1日起生效) | $7,970   | $13,050  |
| 資產限額 (由2019年2月1日起生效)   | $343,000 | $520,000 |

領取金額
每月領取金額為2,675元 (由2019年2月1日起生效)

#### 高額長者生活津貼
立法會於2017年5月18日通過《2017年撥款條例草案》。長者生活津貼的資產上限可獲放寬，並追溯至2017年5月1日，即《2017年撥款條例草案》通過當月的首天起生效。由2017年5月1日起，單身長者的資產上限由225,000元上調至329,000元，長者夫婦則由341,000元上調至499,000元。現行長者生活津貼的入息上限(即單身長者每月7,750元及長者夫婦每月12,620元)則維持不變，另外增加一層「高額長者生活津貼」。	
申請資格
「高額長者生活津貼」申請人必須：
- 年滿65歲或以上;
- 已成為香港居民最少七年，以及在緊接申請日期前已連續居港最少一年（在該年內如離港不超過56天，亦視為符合連續居港一年的規定）;
- 申報資產及入息的水平沒有超過規定限額；及
- 不得同時領取公共福利金計劃下的高齡津貼/傷殘津貼或綜合社會保障援助。

|                                   | 單身人士 | 夫婦     |
| --------------------------------- | -------- | -------- |
| 每月總入息 (由2019年2月1日起生效) | $7,970   | $13,050  |
| 資產限額 (由2019年2月1日起生效)   | $150,000 | $227,000 |

領取金額
每月領取金額為3,585元 (由2019年2月1日起生效)
因需要時間提升電腦系統以實施有關優化措施，預計高額長者生活津貼最早將於2018年5月1日實施。

#### 廣東計劃
公共福利金計劃下的廣東計劃的目的是為年齡在65歲或以上，選擇移居廣東的合資格香港長者，每月發放現金高齡津貼，以應付因年老而引致的特別需要。
領款期間，受惠人無須每年返港，只要在每一個付款年度內居住在廣東滿60天，便可領取全年高齡津貼(由2018年2月1日起高齡津貼金額為每月港幣1,345元)。
申請資格
廣東計劃的申請條件與現行在本港領取的高齡津貼大致相同，申請人必須符合居住規定
|                                   | 單身人士 | 夫婦     |
| --------------------------------- | -------- | -------- |
| 每月總入息 (由2019年2月1日起生效) | $7,970   | $13,050  |
| 資產限額 (由2019年2月1日起生效)   | $343,000 | $520,000 |

領取金額
每月領取金額為1,385元 (由2019年2月1日起生效)

### 爭議
金額偏低
現時長者領取的綜援金金額偏低，以單人健全長者為例，每月可領取3,435元的標準金額 (2017年價格)。但是，根據樂施會於2014年進行的基本生活開支與貧窮線研究，一名健全長者要維持基本生活開支(不計算以特別津貼支付的開支)，每月預算約為4,613元 (2014年價格)，即現時綜援的標準金額並不足以維持長者滿足基本生活需要。

與家人同住的長者難以領取
現時香港的綜援制度基本假設子女會承擔供養父母的責任，因此政府於1999年修改綜援政策，與子女同住的長者不能再獨立領取綜援。有部份家人即使無能力或不願意供養父母，然而基於面子或道德壓力卻不願意填寫有關文件，令到很多有需要的長者也因此而對於申領綜援卻步。數據顯示，自該措施推出後，長者綜援個案的增長率由98/99年度的10.9%，下降到00/01年度的1.7%。

綜援的負面標籤效應
現時社會仍有部份市民認為領綜援者是社會負擔。根據全民撐退保社福聯盟及全民養老金學者方案平台2017進行的調查，有近六成受訪長者表示即使自己或家人有經濟需要亦不會申領綜援，最主要的理由包括「負面形象」和「與家人同住」。

長者綜援開支不斷上升
由於香港長者入息保障制度的不足，綜援成為保障長者入息的重要機制。2016年，香港領取綜援的長者佔長者人口約16%，而領取長者綜援的個案數目超過14萬宗。現時政府用於65歲或以上的長者綜援開支為大約100億(2015-16年度)。隨著人口高齡化及政府拒絕推行全民退休保障，只以少修少補的扶貧措施回應高齡海嘯和長者貧窮的問題的話，勢必有更多長者需要領取綜援。因此，在未來的長者綜援開支必然會越來越高。而綜援開支只靠政府以「隨收隨支」模式支付的話，財政壓力也必然十分龐大。因此，當政府出現財政危機時，政府很有可能會繼1998年及2003年後再次單方面削減綜援金額去減少綜援開支，令本身已生活於水深火熱之中的長者百上加斤。
隨收隨支審查制度可持續性成疑 無論長生津或高額長生津，其特點在於「隨收隨支」，所有開支由政府單方承擔，表面上市民不用即時「供款」。但隨著人口老化加劇，這筆經常性開支將會越滾越大，就以政府提供的數據為例，估算至2064年，放寬長生津及加設高額長生津的額外平均開支，每年高達113億。當政府指責由社會多方供款的全民退保財政不能持續，卻無視審查福利的融資問題。值得一提，政府這個開支推算，似乎並未預計經濟出現衰退及道德風險所帶來的額外申領人數，如果把這些因素數計算在內，審查式福利的額外成本可能遠超政府的估計。
單靠政府實爆煲！
政府現時的社會保障 (包括綜援、長者生活津貼、高額長者生活津貼和生果金等) 的開支都是單靠政府稅收支付，政府早前指推出高額長者生活津貼後由2017至2064年的48年間平均每年增加113億元，政務司司長張建宗亦承認優化長者生活津貼後，可能令政府結構性財赤提早於2026年出現。當經濟不景時，政府很可能會以行政手段單方面削減金額或收緊領取資格，2003年一刀切削減綜援正正是一個例子。
相關報導：Now新聞 (2017年1月21日)：〈優化長生津或令結構性財赤提早〉
又審又查點安心？
申報制度令長者容易誤墮法網，而審查制度最終會令貧困及弱勢的長者不能受惠。推行全民退休保障就是要避免上述問題，不設經濟審查，以申請制度來確保長者獲得最基本的養老保障。
申請、申報及審查制度的分別
申唔申請自己決定
申請：現時年滿70歲的長者，無須任何經濟審查，均有權申領高齡津貼(即生果金)，申請手續簡單，只須提交個人及銀行戶口資料，即享有領取的權利，申請與否由長者自行決定。

申報制度風險自負
申報：領取長者生活津貼或高額長者生活津貼的長者，則須「申報」個人入息及資產。所謂的「申報」其實也是表面粉飾，政府仍可透過「覆核」再向長者進行審查，長者的記憶力伴隨年紀增加而衰退，長者們可能於申請時忘記申報一些資產，若被發現申報資料不符，更可能觸犯刑法，對於一些不熟識審查準則的長者，「申報」隨時成為法律陷阱。現任政務司司長、前勞工及福利局局長張建宗在出席電台節目時被市民問到，長者把超額資產「過戶」給子女後，能否申請雙倍津貼，張直指只要申請時「唔超標」便合資格，變相鼓勵資產轉移。究竟長生津退休保障政策目的是幫助有需要長者，還是鼓勵市民儘快耗盡積蓄、冒著道德風險去轉移資產呢？
又審又查負面標籤
審查：申請時需提交證明文件證明符合申請資格，若不符合資格即不能申請。政府的扶貧式福利及相關審查制度令不少有需要的長者寧願每天生活在水深火熱中，也不願「搲爛臉」去申請政府福利。根據全民撐退保社福聯盟及全民養老金學者方案平台2017進行的調查，有近六成受訪長者表示即使自己或家人有經濟需要亦不會申領綜援，最主要的理由包括「負面形象」和「與家人同住」。

審查式福利不能令長者安心渡晚年、活得有尊嚴
審查式福利始終未能覆蓋一些擁有一定資產，但卻沒有足夠收入維持尊嚴生活的長者。以政府的估計，放寬後的長生津及高額長生津，其覆蓋人數只及40%，即使加上領取取綜援的長者後，依然有近四成長者沒有獲得足夠的社會保障。社會上仍有不少長者寧可節衣縮食，保留資產應付晚年安老及醫療的開支，也不願申請審查式的福利，隨著新一代長者會累積一定的強積金，這類長者恐怕只會越來越多。這個缺口，其實正需要全民式退休保障（第一支柱）去彌補。

## 一支柱 (公營管理的強制性供款計劃)

### 全民退休保障
香港現時的退休保障制度缺乏一支柱，即民間所爭取的全民退休保障計劃 (全民退保)，有關全民退保的討論，可瀏覽爭取全民退休保障聯席及相關網站。  

## 二支柱 (私營管理的強制性職業或私人退休供款計劃)

### 強制性公積金
香港於1995年制定《強制性公積金計劃條例》，強制性公積金制度在2000年12月開始推行。
在強積金制度底下，僱員和僱主必須按最低及最高入息水平，每個月分別向僱員的強積金戶口注入僱員入息的5%或以上作為供款，自僱人士亦須以個人入息的5%或以上的金額作為供款。
強積金供款的最低有關入息水平為每月7,100港元，而僱主和僱員每個月的強制性供款上限均為$1,500，自僱人士供款上限為每年300,000元。
如果因死亡、喪失行為能力、永久離開香港及提早退休的原因，僱員可提早領取強積金的金額。
|                                       | 金額    |
| ------------------------------------- | ------- |
| 供款最低有關入息水平 (自2013年11月起) | $7,100  |
| 供款最高有關入息水平 (自2014年6月起)  | $30,000 |

#### 強積金對沖機制
按照香港的《僱傭條例》（香港法例57章），當僱員有權依其服務年資獲得僱主須支付的遣散費或長期服務金時，僱主可在僱員的強積金供款中，抽取僱主供款部份及其累算權益，以抵銷應向僱員支付的遣散費或長期服務金。

### 爭議
覆蓋率不足
強積金的覆蓋率低，不少香港人其實都沒有被這條支柱保障。月薪少於7,100元以下人士、智障及殘疾人士以及未有參與勞動市場人士，例如家庭照顧者及長期失業人士也沒有強積金保障。20至64歲人口超過490萬，當中勞動人口為370萬，其中只有340萬人有參與退休保障。所以，強積金對於整體成年人口的涵蓋率只有大約69%，70萬名家庭照顧者、35萬名殘疾人士、20萬名失業人士等通通不受保障。
低收入人士保障有限
強積金只可為一般收入的在職人士提供基本的退休保障。現行的10%供款未能令計劃成員在退休之時累積足夠的強積金權益，特別是中、低收入人士。若然僱員的薪金低於最低有關入息水平，供款比率就只有來自僱主的5%，他們能累積的強積金權益會更少；若然自僱人士的入息低於最低有關入息水平，更不用供款。這情況同樣會在沒有長期穩定工作的人士身上出現。由於他們的整體工作年期較短，供款期數亦較少，到退休時可累積的強積金權益自然較少，未必能成為可依靠的退休保障支柱。
強積金對沖沖走打工仔女退休金
根據積金局提供的資料，自2001年7月至2016年年底，被提取用作「對沖」的強積金權益為320億元。積金局資料顯示，2016年對沖金額按年上升一成半，有逾38億元強積金僱主供款與遣散費對沖，相等於僱主去年總供款額的94%。五萬多宗對沖申索中，每名僱主平均申索25萬8千2百元，較前年同樣增加11%；僱員對沖的平均金額則為7萬8千3百元，按年增加6%。以至3萬7千3百宗個案的打工仔僱主供款被全數沖走，真正「得個吉」。
投資波動大
積金局)發表強積金2015至16年度表現統計，截至15年3月底，強積金資產累積為5,925.78億港元，投資回報錄得負8.2%，年內共蒸發509.9億港元，每名打工仔平均虧蝕近2萬港元。投資回報見紅，更是2008年金融海嘯以來表現最差的一年。
2016年4月1日至2017年3月31日的財政年度中，強積金總淨供款共487.21億港元，期內淨投資回報虧蝕509.9億港元，即打工仔供款不足以抵銷投資虧損，250多萬名僱員及自僱人士帳戶更平均虧蝕19,978港元。以2016年消費物價指數為3%計算，強積金6種基金均跑輸通脹，僅債券基金回報錄得正增長1.2%；表現最差的是股票基金，回報為負13.5%；混合資產基金則錄得負6.7%；保守基金平手。
回顧強積金自2000年實施以來，總投資回報增長2.6%，不過，全港打工仔亦在過去15年投資屢遇風浪，2008至09年度強積金回報曾錄得慘不忍睹的負增長近26%；2002至03年度，則是負10.7%；2016至17年度的負8.2%屬第三差。
收費過高
現時強積金的行政管理費每年約等於累計資產水平的1.6%，如以供款40年計算，約有30%的累計權益會被此行政管理費所蠶食。香港的強積金制度，與推行相類似的國家相比，亦是處於高水平，根據國際退休計劃管理協會（International Organisation of Pension Supervisors）於2014年的調查，香港制度管理費水平之高，在43個同類制度中排名第8，而比香港排得更前列的國家，大多是金融體系發展遠不及香港成熟的發展中國家（如加納，阿爾巴尼亞）。
香港強積金制度管理費高的原因之一，是政府相信憑著市場的競爭機制，自然會把管理費較高，服務成效不佳的受託人淘汰。因此政府對於促進減低收費的介入，主要著重於要求受託人提高基金收費的透明度。然而，不少海外經驗及研究表明，一般市民面對如此複雜的制度，並沒有消化不同產品市場訊息的能力，因此透過市場機制（或增加透明度）並不能有效促使不同基金產品間的有效競爭。海外社會大多會透過政府的積極介入以降低收費，例如由政府先挑選部份質素較佳的公司，設有最高收費上限或是成立公共信託人供市民選擇，或是如瑞典般透過成立公共信託人，制度的管理費可低於0.025%。
取消強積金對沖依然無法保障我們的基本退休生活
雖然政府已表明會解決強積金對沖問題，但強積金制度依然無法保障我們的晚年生活。以一名25歲的打工仔為例，月薪按工資中位數16,500元計算，假設40年間通脹、實質回報、強積金對沖、行政費及管理費等互相抵銷，他供款至65歲退休時亦只能累積約80萬退休金。若退休後活到90歲，25年間平均每月不足2,700元，退休後可以如何應付每月基本生活開支呢？
此外，除了行政費和投資回報存在很大的不穩定性外，家庭主婦和照顧者等沒有進入勞動市場的市民亦不受強積金制度的覆蓋。全民退休保障正要讓這群默默為香港付出的無酬勞動者於晚年享有基本而穩定的收入。

## 三支柱 (自願向職業或私人退休計劃供款或儲蓄)

### 公共年金計劃
香港政府將於2018年中推出終身年金，首批規模達100億元。香港按揭證券公司的香港終生年金計劃的設計是以65歲或以上人士為對象，投保人在存入一筆過保費後可即時開始提取年金直至終老。公共年金內部回報率為4%，以65歲男性投保100萬元為例，每月可獲派約5,800元年金至終老。

### 安老按揭 (逆按揭) 計劃
- 安老按揭計劃由香港按揭證券有限公司或其附屬機構（保險公司）營運，旨在讓 55 歲或以上人士申請安老按揭貸款。
- 安老按揭是一項貸款安排，讓您可以利用您在香港的住宅物業（一個或以上）作為抵押品，向貸款機構提取安老按揭貸款。
- 當安老按揭貸款終止時，申請人（或遺產代理人）可優先全數清還安老按揭貸款以贖回物業。如申請人（或遺產代理人）選擇不贖回物業，貸款機構將出售該物業以償還申請人的安老按揭貸款。

申請資格
申請人必須：
- 為 55 歲或以上（未補地價資助出售房屋的業主須為 60 歲或以上），並持有有效香港身份證

- 現時沒有破產或涉及破產呈請或債務重組

物業必須：
- 為香港住宅物業

- 由您以個人名義持有，或由您與另外最多兩名借款人以聯權共有形式持有

- 為樓齡 50 年或以下（其他將按個別情況考慮）

- 無任何轉售限制（有關當局就未補地價資助出售房屋所設的轉售限制除外）

- 沒有出租（除非已獲貸款機構書面批准）

領取金額
申請人可選擇在10年、15年、20年或終身每月收取年金或一筆過領取

### 爭議
年金金額與通脹脫鈎
公共年金計劃並沒與通脹掛鈎，即使女性長者於開始時投保100萬元，每月得到5,300元看似十分吸引。如以2.5%通脹率計算，該長者活到90歲時的實質購買力只有2,814元，只是投保首年的購買力的53%。由此可見，只有5萬元投保額的基層長者，每月只能取回數百元的金額，真的可以靠公共年金計劃安享晚年嗎？ 
誰賺誰蝕？
財政司司長陳茂波表示年金計劃的主要對象是中產人士，而計劃由金管局的外匯基金負責投資並保證回報率，因此當市場不景氣時政府需承擔一切風險，動用公帑去保證年金回報。正如政府所言，年金計劃的主要對象是中產、擁有一定資產的長者，當投資回報低於保證回報時便要由公帑去「包底」或「補貼」，此等做法又是否符合政府施政理念「幫助有需要的人」呢？
強制性年金劫貧濟富！
政府現時提出的年金計劃屬自願性質的，但有些人士卻提出「強制性」年金計劃。而年金計劃的概念就是壽命較短的補貼壽命較長的參與者，從而去分擔風險。有研究指出富有的人較貧窮的人長命。因此，若政府推行「強制年金計劃」，從以上推論，很大機會以較貧窮、壽命較短的參與者補貼較富有、壽命較長的參與者，最終就會出現「劫貧濟富」的現象。
豁免資產計算變相補貼有錢人！
現時政府並未公布公共年金計劃會否豁免資產計算。如年金不獲豁免，那麼一個擁有40萬資產的長者，在購買年金後，每月只約有2,000元生活費。另一位沒有資產的長者，由於合資格領取高額長生津，每月可得到3,400多元生活費，這對購買年金者其實並不公平。
相反，如年金不作資產計算，一位懂得數字遊戲的長者，即使有114萬資產，除了將之轉移給子女外，理論上仍可以用100萬購買年金計劃，保留14萬作資產，然後領取高額長者生活津貼。在此制度下，「勤力儲蓄」、「忠忠直直」或是「捱足一世」的市民，總是「被懲罰」、「被拒諸門外」，「永無得益」。民間提倡的全民退休保障就是實踐資源再分配，體現分配公義的原則。
玩逆按揭？首先你要有層樓
「安老按揭計劃」(逆按揭)推出多年有不少問題，長者要有住宅物業才能參與這個計劃，因此只有很少人可以參與。由2011年至2017年7月累計申請只有1,977宗，參與人數少於4,000人，相對過百萬的長者人口，實在微不足道。
市場風險極大
申請「逆按揭」計劃首先擁有住宅物業外，更與市場及當時經濟息息相關。簡單來說，「逆按揭」能夠提取的貸款，取決於申請「逆按揭」時的樓價，即當時的市場狀況，退休時如遇上經濟不境或樓價泡沫爆破，所得的貸款金額便會大大減少。而且「逆按揭」的金額亦是與通脹脫鈎的，實質購買力隨著日子會越來越低。
逆按揭難擋通脹
根據按揭證券公司的資料，以物業價值每100萬元計，若貸款者（以二人計）今年六十歲並選擇終身領取年金，每月可收取年金的金額只有1,800元，貸款金額相當保守（因為$1,800×12個月×30年=$648,000，總貸款額只有60多萬元，比抵押品價值一半稍多）。即使貸款者物業價值高達500萬元，每月可得的款額也不足1萬元，未必足夠申請者的日常開支，這還未考慮每年通脹令購買力不斷下降的問題。
此外，正在領取安老按揭金額的長者，有機會因為超出審查資格，而不獲發長者生活津貼等福利，到時候又怎麼辦呢？

## 四支柱 (公共服務、家庭支援和個人資產)

### 安老服務計劃方案
前行政長官梁振英在2014年的《施政報告》中宣布，委託安老事務委員會（安委會）籌劃「安老服務計劃方案」（「計劃方案」），安委會成立「安老服務計劃方案工作小組」（工作小組）於2016年10月至2017年2月舉行了全港性的公眾參與活動。
《計劃方案》就安老服務的未來發展提出四個策略方針和二十項建議，包括如何提升安老服務質素，以及加強在服務供應、土地、人手以及財政資源各方面的規劃等。
《計劃方案》指出香港安老服務正面對以下的重大挑戰：
1. 服務需求急升、勞動力下降及家庭照顧者減少；
2. 社會過分依賴院舍照顧服務，與社區照顧服務之間出現失衡情況；
3. 未來世代長者的社會人口狀況改變，期望安老服務能給予使用者更多選擇和較大的自主性；及
4. 人口老化以致安老服務開支不斷增加。

面對有關挑戰，《計劃方案》提出四大策略方針，以及二十項建議。有關策略方針和主要建議包括：
（一）加強社區照顧服務以達至「居家安老」和減少住院比率
加強社區照顧服務，以確保長者盡可能於社區生活，減少不必要入住院舍。具體建議的方向包括加強下列服務：為輕度程度缺損的長者提供的服務、對離開醫院的長者的過渡性護理支援、暫托服務、護老者支援等；應重新在《香港規劃標準與準則》加入以人口為基礎的安老服務的規劃比率，並考慮採用「屋苑為本」的方式預留地方作安老設施；及採取一系列措施，建立更可持續的安老服務勞動力。
（二）確保知情選擇及為長者適時提供具質素的服務
探討個案管理模式的發展；及提升安老服務使用者和提供者對資訊科技的使用。
（三）進一步提升服務效率並整合各項服務
加強重要持份者在福利、醫療和房屋界別間的合作，例如加強對離院長者的支援、繼續擴大醫療系統的外展服務的覆蓋範圍、加強醫院和社區服務機構之間的協調、改善社區的長者友善環境等。
（四）進一步確保安老服務的財政可持續性並鼓勵責任承擔
繼續研究與支付能力相稱的共同付款安排、促進非政府機構營運自負盈虧服務的措施，以及長遠探討其他長期護理服務的財政安排。

### 公營醫療
在人口老化的趨勢下，長者將繼續是公營醫療服務的主要使用者。隨着年齡增長，長者的醫療服務使用率近乎幾何級數上升。值得注意的是，人均壽命延長將令75歲或以上長者的比率由2016年的7.8%增至2066年的23.8%。長者的住院風險約為非長者的四倍。除了長者入院人數上升外，他們所患的疾病亦較為複雜，例如患上包括高血壓、中風、糖尿病、認知障礙症等慢性疾病的情況日趨普遍，這無疑為公營醫療系統構成更大的負擔。估計50年後的長者醫療開支將會是現時的三倍。
除一般的醫療服務外，醫管局和衞生署也會提供一系列專為長者而設的 醫療服務，這包括老人科日間醫院、普通科門診服務的長者專籌安排、為離院長者提供外展服務、由社區老人評估小組向居於安老院舍的長者病人提供外展診症 服務，以及透過長者健康中心提供綜合基層健康服務。在牙科護理方面，政府現正為安老院舍、日間護理中心以及同類設施的長者，免費提供外展牙科服務護理 及治療。綜援長者可領取牙科治療津貼。關愛基金於2015年9月起分階段為領取長者生活津貼的長者，提供免費鑲活動假牙和其他相關的牙科診療服務的「長者牙科服務資助計劃」，首階段涵蓋80歲或以上長者，而2016年10月推出的第二階段則涵蓋75歲或以上的長者，2017年7月推第三階段長者牙科服務資助，受惠人擴展至70歲或以上領取「長者生活津貼」人士。

### 長者醫療券計劃
政府在2009年1月1日推出為期3年的長者醫療券試驗計劃，試行加強長者基層醫療服務的新概念。在試驗計劃下，年滿70歲的長者每人每年會獲發5張面值50元的醫療券。試驗計劃旨在通過提供財政誘因，讓長者選擇最切合他們需要的私營醫療服務，包括預防性護理服務，藉以輔助現有的公營醫療服務，例如普通科門診和專科門診診所。醫療券是在現有公營醫療服務以外，為者提供的額外選擇。 
在推行長者醫療券後，有需要的長者仍可繼續使用公營醫療服務。此外，試驗計劃鼓勵長者向熟悉其健康狀況的私家醫生求診，從而與私家醫生建立更密切的關係，這亦有助推廣家庭醫生的概念。
中醫在診症政府根據中期檢討結果，決定延長計劃，並在2012年將每名合資格長者可使用的醫療券金額由每年250元增至500元。
醫療儀器由於計劃受社會普遍的歡迎，政府在2013年把醫療券金額增至每年1,000元。在2014年，醫療券計劃除由試驗性質轉為恆常計劃外，每名合資格長者的醫療券金額亦增加至每年2,000元。政府會繼續容許合資格長者保留和累積尚未使用的醫療券，但以4,000元為上限，以鼓勵長者善用醫療券接受基層醫療服務，包括治療和預防性護理服務。
為了減輕長者和其家人的醫療負擔，以及加強健康推廣和基層醫療，政府由2017年7月1日起將長者醫療券計劃的受惠長者合資格年齡由70歲降低至65歲。

### 公營房屋
在住屋方面，未能負擔租住私人樓宇單位的低收入家庭可申請入住公屋。政府亦提供居屋和其他形式的資助出售單位，協助中低收入家庭自置居所。現時全港有超過一半的長者居於公營房屋單位，包括出租公屋和資助出售單位。而香港房屋委員會（房委會）設有多項長者配屋的優先計劃亦縮短了長者輪候公屋的時間。在2017年9月底，長者一人申請者的平均輪候時間為2.6年，短於一般申請者的4.6年。
非綜援長者戶在簽訂公屋租約時，可獲豁免繳交租金按金。有經濟困難而合資格的房委會公屋長者可申請減免一半租金。居於房委會公屋的住戶如所有成員均年滿60歲或以上，亦可獲豁免在現行「富戶政策」下的申報入息及資產的要求，並可繼續繳交原有租金。
此外，香港房屋協會推行「長者安居樂」住屋計劃，以「終身租約」的形式，為合資格的中等入息長者提供專為長者需要而設計，並附設綜合健康護理設施的房屋。

### 家庭支援
在家庭支援方面，隨着子女數目的下降、時下青年人向上流動的機會相對較低，以及單身人士的人數和比例增加，長者日後從家人獲得的經濟支援可能會較少。
另外，目前已有不少政策鼓勵供養和照顧家中長者。這包括父母/祖父母/外祖父母免稅額、房委會轄下多項鼓勵公屋家庭與長者同住或鄰近居住的計劃，以及支援護老者照顧居於社區的長者。在稅務方面，供養60歲或以上父母或祖父母的免稅額現為46,000元；長者住宿照顧開支的最高扣稅限額為92,000元。

### 政府長者及合資格殘疾人士公共交通票價優惠計劃
優惠計劃的目的
讓長者和合資格殘疾人士，可以每程2元的優惠票價，使用指定公共交通工具及服務，從而鼓勵他們融入社區，建立關愛共融的社會。
受惠對象
60歲或以上香港居民。
65歲以下殘疾程度達100%的綜合社會保障援助（綜援）計劃受助人；以及65歲以下的傷殘津貼受惠人。
優惠內容
受惠人士可以每程2元使用指定公共交通工具及服務。
若原來票價已低於2元，受惠人士只需支付該原來票價。
註：本優惠計劃不適用於以現金支付車/船資。

### 爭議
資助服務等唔到  私營服務又好貴
政府提倡「居家安老」，但多年來未有增加長者社區照顧服務隊，因此，長者往往需要輪候數年時間才獲得如家居清潔、陪診等服務。至於私營服務則以利潤最大化為目標，而非以公益為本，使用私營服務的費用動輒需用上數百元，一般每小時約70-100元不等，對於基層長者來說，已經可以抵銷很多餐的膳食費用。今天，香港長者在沒有全民退休保障下，除應付每天三餐溫飽、日常用品、租金、水電煤等開支外，哪會有餘錢可以使用私營服務呢？ 
養老都搞唔掂  又點講安老？
從近年積極推行的「院舍住宿照顧服務券」、「社區照顧服務券」及關愛基金的「離院支援服務」等建議，當中按經濟狀況設有共同付款級別。這種資助模式是未來的一大趨勢，共同付款的服務模式只會令長者的護理生活百上加斤。安老首重養老，關鍵在於敬老，免審免查的全民退休保障正是回饋長者的貢獻，當長者在退休後連「老有所養」都不能達到時，還談何「安享晚年」？ 
公屋富戶政策違反「老有所養」及「居家安老」
富戶政策推出多年，不少公屋家庭為了避免面臨收回單位或繳交額外租金，都會透過將子女戶籍除名，子女們需遷離公屋單位，令長者在年老後不能居家安老。因此，富戶政策不但未達政府的預期效果，更違背老有所養及居家安老的社會政策，亦成為為政黨多年反對收緊的最大理由。